# Metohexital
Metohexitalul este un anestezic general din clasa barbituricelor, utilizat pentru inducerea anesteziei generale. Sarea sa sodică se administrează intravenos, intramuscular sau la nivel rectal. Prezintă un efect rapid și de scurtă durată.